# Yvon Mvogo
Yvon Landry Mvogo Nganoma (Yaoundé, Kamerun, 1994. június 6. –) kameruni származású svájci válogatott labdarúgó, a Lorient játékosa.

## Pályafutása

### Klubokban
Mvogo Kamerunban, Yaoundé városában született. A svájci BSC Young Boys akadémiáján nevelkedett. Profi debütálására 2013. augusztus 17-én került sor a Veyrier elleni svájci kupa mérkőzésen. A teljes találkozót végigjátszotta, csapata pedig 0–8 arányban győzelmet szerzett. Szerződése 2018 júniusáig volt érvényes.
2017 áprilisában bejelentették, hogy csatlakozik a német RB Leipzig csapatához, ahol négyéves kontraktust írt alá.
2020. augusztus 25-én bejelentették, hogy két évre, kölcsönbe a holland PSV Eindhoven csapatához került. 2022. július 13-án a francia Lorient csapatához szerződött.

### A válogatottban
Mvogo többszörös svájci korosztályos válogatott. Szerepelt az ország U17-es, U19-es és U21-es együtteseiben.
2015 júniusában kapta meg első meghívóját a svájci felnőtt válogatottba a 2016-os Európa-bajnokság selejtezőire. Bekerült a 23 fős svájci keretbe, amely elutazott a 2018-as világbajnokságra, Oroszországba. Debütálására végül 2018. október 15-én került sor egy Izland elleni 2018–19-es UEFA Nemzetek Ligája csoportmeccsen.
2024. június 7-én bekerült Murat Yakın szövetségi kapitány 26 fős keretébe, akik utaznak az Európa-bajnokságra.

## Statisztikái

### Klubokban
2020. június 27-én frissítve.
| Klub             | Szezon           | Liga             | Liga  | Liga | Kupa  | Kupa | Európa | Európa | Összesen | Összesen |
| Klub             | Szezon           | Bajnokság        | Mérk. | Gól  | Mérk. | Gól  | Mérk.  | Gól    | Mérk.    | Gól      |
| ---------------- | ---------------- | ---------------- | ----- | ---- | ----- | ---- | ------ | ------ | -------- | -------- |
| Young Boys       | 2013–14          | Super League     | 20    | 0    | 1     | 0    | —      | —      | 21       | 0        |
| Young Boys       | 2014–15          | Super League     | 35    | 0    | 0     | 0    | 11     | 0      | 46       | 0        |
| Young Boys       | 2015–16          | Super League     | 34    | 0    | 2     | 0    | 4      | 0      | 40       | 0        |
| Young Boys       | 2016–17          | Super League     | 35    | 0    | 2     | 0    | 10     | 0      | 47       | 0        |
| Young Boys       | Összesen         | Összesen         | 124   | 0    | 5     | 0    | 25     | 0      | 154      | 0        |
| RB Leipzig       | 2017–18          | Bundesliga       | 1     | 0    | 0     | 0    | 0      | 0      | 1        | 0        |
| RB Leipzig       | 2018–19          | Bundesliga       | 2     | 0    | 0     | 0    | 10     | 0      | 12       | 0        |
| RB Leipzig       | 2019–20          | Bundesliga       | 2     | 0    | 3     | 0    | 1      | 0      | 6        | 0        |
| RB Leipzig       | Összesen         | Összesen         | 5     | 0    | 3     | 0    | 11     | 0      | 19       | 0        |
| PSV Eindhoven    | 2020–21          | Eredivisie       | 0     | 0    | 0     | 0    | 0      | 0      | 0        | 0        |
| PSV Eindhoven    | Összesen         | Összesen         | 0     | 0    | 0     | 0    | 0      | 0      | 0        | 0        |
| Karrier összesen | Karrier összesen | Karrier összesen | 129   | 0    | 8     | 0    | 36     | 0      | 173      | 0        |

## Sikerei, díjai

### Klubokban
Young Boys
- Svájci bajnokság ezüstérmes: 2014–15, 2015–16, 2016–17

PSV Eindhoven
- Holland kupa: 2021–22
- Holland szuperkupa: 2021